# روس هارفي
روس هارفي هو سياسي كندي، ولد في 25 أبريل 1952 بفانكوفر في كندا. حزبياً، نشط في الحزب الديمقراطي الجديد. وقد انتخب عضو مجلس العموم الكندي.